# 김한배
김한배(1978년 9월 22일 ~ )는 대한민국의 개그맨이자 방송인이자 기업인이자 사회복지사이다.

## 학력
- 청주대학교 연극영화학과 (중퇴)
- 글로벌사이버대학교 방송연예학과 졸업
- 청주대학교 예술대학원 문화예술경영전공 석사(재학중)

## 출연 작품
- 《기분전환 수요일》 (SBS)
- 《오해피데이》 (SBS)
- 《좋은 친구들》 (SBS)
- 《콜럼버스 대발견》 (SBS)
- 《웃찾사》 (SBS)
- 《코미디쇼 웃으면 복이와요》 (MBC)
- 《생방송 화제집중》 (MBC)
- 《개그야》 (MBC)
- 《하땅사》 (MBC)
- 《개그투나잇》 (SBS)
- 《방귀대장 뿡뿡이》 (EBS)

### 연극
- 《있는 그대로의 현실을 바라본다》